# Samoa op de Olympische Zomerspelen 2020
Samoa nam deel aan de Olympische Zomerspelen 2020 in Tokio, Japan.
Samoa stuurde alleen atleten naar de Olympische Spelen die buiten Samoa wonen vanwege zorgen om het coronavirus.
 

## Atleten
| sport     | mannen | vrouwen | totaal |
| --------- | ------ | ------- | ------ |
| Atletiek  | 1      | 0       | 1      |
| Boksen    | 2      | 0       | 2      |
| Judo      | 1      | 0       | 1      |
| Kanovaren | 2      | 1       | 3      |
| Zeilen    | 1      | 0       | 1      |
| totaal    | 7      | 1       | 8      |

## Sporten

### Atletiek
Mannen
Technische nummers
| atleet    | onderdeel    | kwalificaties | kwalificaties | finale         | finale         |
| atleet    | onderdeel    | afstand       | rang          | afstand        | rang           |
| --------- | ------------ | ------------- | ------------- | -------------- | -------------- |
| Alex Rose | discuswerpen | 61,72         | 18            | niet geplaatst | niet geplaatst |

### Boksen
Mannen
| atleet                 | onderdeel     | eerste ronde         | tweede ronde         | kwartfinale          | halve finale         | finale               | finale         |
| atleet                 | onderdeel     | tegenstander uitslag | tegenstander uitslag | tegenstander uitslag | tegenstander uitslag | tegenstander uitslag | rang           |
| ---------------------- | ------------- | -------------------- | -------------------- | -------------------- | -------------------- | -------------------- | -------------- |
| Marion Ah Tong         | weltergewicht | Zimba V 0 - 5        | niet geplaatst       | niet geplaatst       | niet geplaatst       | niet geplaatst       | niet geplaatst |
| Ato Plodzicki-Faoagali | zwaargewicht  | bye                  | Smiahlikau V 1 - 4   | niet geplaatst       | niet geplaatst       | niet geplaatst       | niet geplaatst |

### Judo
Mannen
| atlete             | onderdeel | eerste ronde         | tweede ronde         | derde ronde          | kwartfinale          | halve finale         | herkansing           | finale / BM          | finale / BM    |
| atlete             | onderdeel | tegenstander uitslag | tegenstander uitslag | tegenstander uitslag | tegenstander uitslag | tegenstander uitslag | tegenstander uitslag | tegenstander uitslag | rang           |
| ------------------ | --------- | -------------------- | -------------------- | -------------------- | -------------------- | -------------------- | -------------------- | -------------------- | -------------- |
| Peniamina Percival | −81 kg    | bye                  | de Wit V 00-01       | niet geplaatst       | niet geplaatst       | niet geplaatst       | niet geplaatst       | niet geplaatst       | niet geplaatst |

### Kanovaren

#### Sprint
Mannen
| atleet                                  | onderdeel  | series   | series | kwartfinale | kwartfinale | halve finale   | halve finale   | finale         | finale         |
| atleet                                  | onderdeel  | tijd     | rang   | tijd        | rang        | tijd           | rang           | tijd           | rang           |
| --------------------------------------- | ---------- | -------- | ------ | ----------- | ----------- | -------------- | -------------- | -------------- | -------------- |
| Rudolph Berking-Williams                | C-1 1000 m | 5.19,538 | 8 KF   | DNS         | DNS         | niet geplaatst | niet geplaatst | niet geplaatst | niet geplaatst |
| Rudolph Berking-Williams                | K-1 200 m  | 42,083   | 5 KF   | 41,950      | 5           | niet geplaatst | niet geplaatst | niet geplaatst | niet geplaatst |
| Clifton Tuva'a                          | K-1 200 m  | 38,363   | 4 KF   | 38,287      | 4           | niet geplaatst | niet geplaatst | niet geplaatst | niet geplaatst |
| Clifton Tuva'a                          | K-1 1000 m | 4.11,029 | 4 KF   | 4.21,301    | 4           | niet geplaatst | niet geplaatst | niet geplaatst | niet geplaatst |
| Rudolph Berking-Williams Clifton Tuva'a | K-2 1000 m | 3.55,617 | 5 KF   | 3.46,523    | 5 FB        | bye            | bye            | 3.56,171       | 16             |

Vrouwen
| atlete      | onderdeel | series   | series | kwartfinale | kwartfinale | halve finale   | halve finale   | finale         | finale         |
| atlete      | onderdeel | tijd     | rang   | tijd        | rang        | tijd           | rang           | tijd           | rang           |
| ----------- | --------- | -------- | ------ | ----------- | ----------- | -------------- | -------------- | -------------- | -------------- |
| Anne Cairns | K-1 200 m | 46,795   | 7 KF   | 47,141      | 8           | niet geplaatst | niet geplaatst | niet geplaatst | niet geplaatst |
| Anne Cairns | K-1 500 m | 2.03,667 | 6 KF   | 2.02,525    | 4           | niet geplaatst | niet geplaatst | niet geplaatst | niet geplaatst |

### Zeilen
Mannen
| atleet       | onderdeel | race | race | race | race | race | race | race | race | race | race | race   | race   | race           | netto punten | eindnotering |
| atleet       | onderdeel | 1    | 2    | 3    | 4    | 5    | 6    | 7    | 8    | 9    | 10   | 11     | 12     | M              | netto punten | eindnotering |
| ------------ | --------- | ---- | ---- | ---- | ---- | ---- | ---- | ---- | ---- | ---- | ---- | ------ | ------ | -------------- | ------------ | ------------ |
| Eroni Leilua | Laser     | 31   | 27   | 30   | 32   | 32   | 27   | 30   | 31   | 35   | 28   | n.v.t. | n.v.t. | niet geplaatst | 268          | 32           |